# Gutació

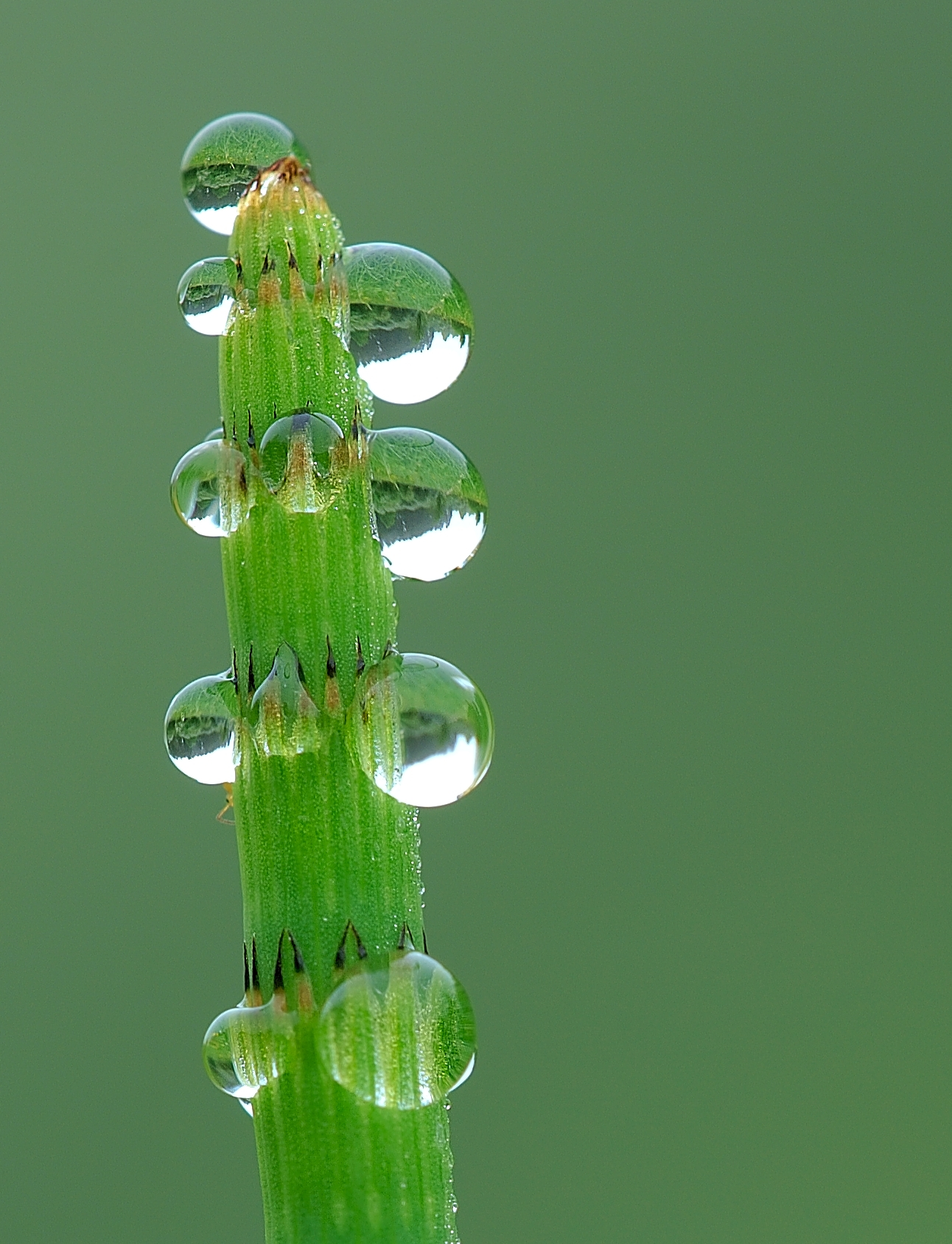
Gutació en una planta del gènere Equisetum (cua de cavall)

La gutació és l'aparició de gotes de saba del xilema de les plantes en la punta o vores de les seves fulles. Això ocorre en algunes plantes vasculars herbàcies, per exemple en la maduixera. La gutació no s'ha de confondre amb la rosada, que és la condensació d'aigua des de l'atmosfera terrestre a la superfície de les plantes o altres superfícies.

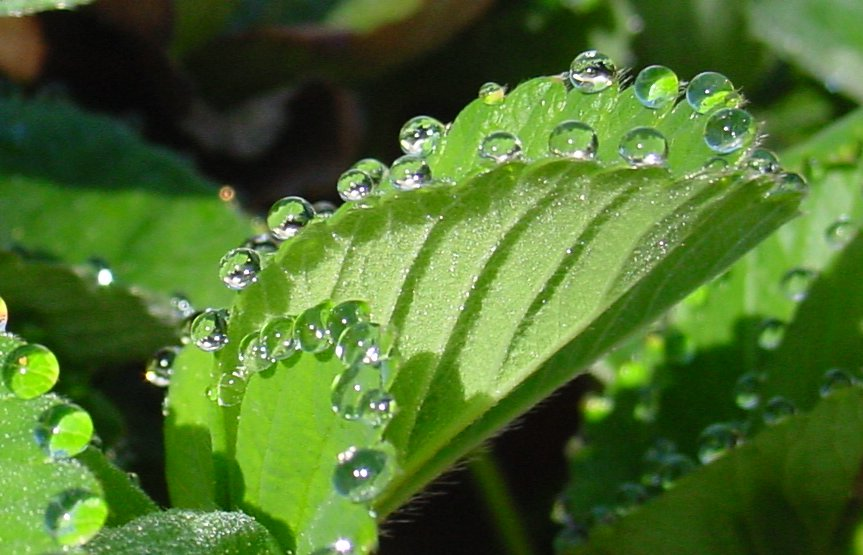
Gutació a una fulla de maduixera

De nit la transpiració de les plantes normalment no ocorre, ja que moltes plantes tenen en aquest moment els estomes tancats. Quan hi ha molta humitat en el sòl, l'aigua entrarà a les arrels de les plantes, perquè el potencial hídric de les arrels és més baix que en la solució del sòl. Aquesta aigua s'acumularà dins la planta, creant una lleugera pressió radicular. La pressió que hi ha aleshores en les arrels força a una part de l'aigua a exsudar a través d'unes estructures especials que es troben a la punta i la vora de les fulles (que s'anomenen hidatodes) i es formaran gotes. És la pressió radicular la que dona ímpetu a aquest flux, més que no pas l'empenta de la transpiració.
El fluid de la gutació pot contenir diversos compostos químics orgànic i inorgànics, principalment són sucres, nutrients minerals i potassi Quan les gotes de la gutació s'asseca queda una crosta en la superfície de la fulla. Si apareixen en el fluid de la gutació alts nivells de nitrogen pot ser un signe d'un adobat nitrogenat excessiu.